# Candice Night
Candice Night, née le 8 mai 1971 à Hauppauge, Long Island, New York, est une chanteuse, parolière et multi-instrumentiste américaine. Elle est la chanteuse du groupe Blackmore's Night et l’épouse du guitariste Ritchie Blackmore.

## Biographie
Candice Night suit des cours de piano et de chants à l’âge de 4 ans, puis fait du théâtre musical de 4 à 12 ans. À l'âge de 12 ans, elle devient mannequin et pose pour différentes publicités jusqu'à ses 20 ans. Étudiante à l’Institut de technologie de New York (New York Institute of Technology ou NYIT), elle possède sa propre émission à la station de radio universitaire, WNYT.
Candice Night rencontre Ritchie Blackmore en 1989 lors d’un match de football entre les membres de Deep Purple et l’équipe de la station de radio où elle est stagiaire : elle a à peine 18 ans et lui 44 ans et déjà père d'un fils de 25 ans, Jürgen R. Blackmore qu'il a eu avec sa première compagne allemande.
En 1993, elle accompagne Ritchie Blackmore en tournée avec Deep Purple. Ritchie Blackmore lui demande de faire les chœurs sur le morceau instrumental Difficult to Cure.
Par la suite, elle co-écrit quatre chansons pour l’album Stranger in Us All de Rainbow qui sort en 1995. Pendant l’enregistrement de cet album, Ritchie Blackmore et Candice Night écrivent plusieurs chansons qui formeront le premier album de Blackmore’s Night, Shadow of the Moon, qui sort en 1997.
Elle participe également à un duo sur la chanson Light The Universe du groupe Helloween. Cette chanson est présente sur l’album Keeper of the Seven Keys: The Legacy, sorti en 2005.
En 2011, elle enregistre un disque en solo intitulé Reflections, dont l’un des morceaux, Black Roses, fait l’objet d'un clip vidéo.
En 2016, elle participe en tant que choriste à la reformation du groupe Rainbow.

## Vie personnelle
Vivant ensemble depuis 1989, Candice Night et Ritchie Blackmore se marient le 5 octobre 2008.
Leur fille, Autumn Esmerelda, naît le 27 mai 2010 et leur fils, Rory Dartanyan, le 7 février 2012.

## Discographie

### Blackmore’s Night
| - 1997 : Shadow of the Moon - 1999 : Under a Violet Moon - 2001 : Fires at Midnight - 2003 : Ghost of a Rose - 2006 : The Village Lanterne - 2006 : Winter Carols - 2008 : Secret Voyage - 2010 : Autumn Sky - 2013 : Dancer and The Moon - 2015 : All our Yesterdays - 2021 : Nature's Light - 2020 : Here We Come A-Caroling | - 2002 : Past Times with Good Company (2 CD) - 2007 : Paris Moon (DVD + CD extra) - 2012 : A Knight in York (CD + DVD enregistré à York, Angleterre, en septembre 2011) - 2001 : Minstrels And Ballads - 2003 : The Best Of - 2004 : Beyond the Sunset: The Romantic Collection (compilation CD + DVD) - 2004 : All For One – The Finest Collection Of Blackmore's Night - 2012 : The Beginning (coffret en velours avec les deux premiers albums Shadows of the moon (dont un titre bonus Possum's Last Dance) et Under a violet Moon accompagnés de 2 DVD en concert) - 2017 : To the Moon and Back - 20 Years and Beyond... |

### Albums solo
- 2011 : Reflections
- 2015 : Starlight Starbright

### Rainbow
- 1995 : Stranger in Us All
- 2016 : Monsters of Rock Live at Donington 1980
- 2016 : Memories in Rock - Live in Germany
- 2017 : Live in Birmingham 2016

### Participations
- 2001 : Beto Vázquez Infinity - Beto Vázquez Infinity
- 2003 : Aina - Days of Rising Doom
- 2005 : Helloween - Keeper of the Seven Keys: The Legacy
- 2019 : Avantasia - Moonglow